# Büchsenlicht

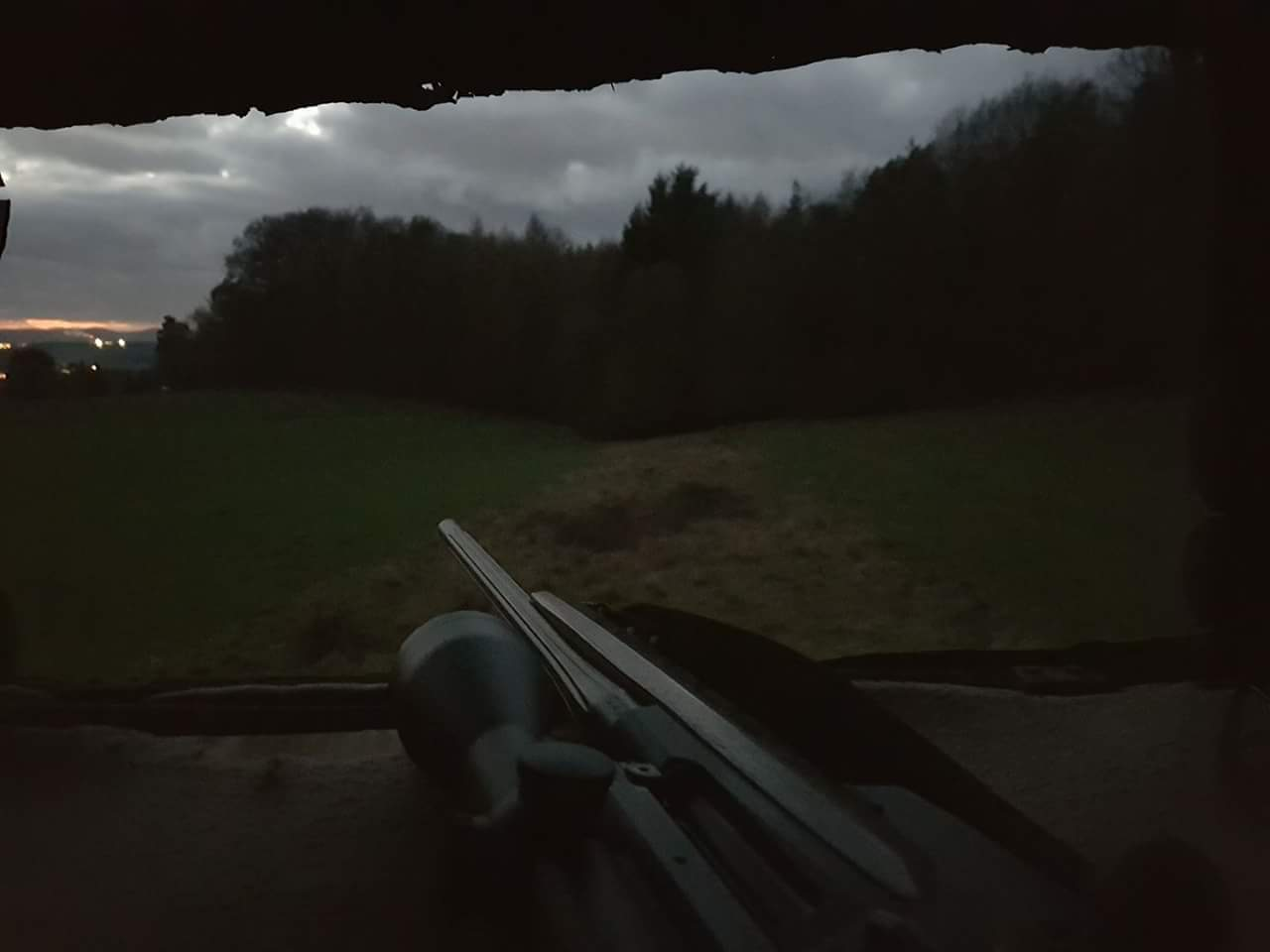
Ansitz bei Büchsenlicht

Büchsenlicht (von Büchse in der Bedeutung „Jagdgewehr“) bezeichnet für die Jagd günstige Lichtverhältnisse in der Dämmerung morgens und abends. Man spricht auch bei starkem Mondschein (bei Vollmond) von ausreichendem Büchsenlicht. In Deutschland ist es verboten, bei der Jagd künstliche Lichtquellen oder Nachtzielgeräte einzusetzen. Für bestimmte Tiere gilt ein nächtliches Jagdverbot. Nachtzeit ist danach 1,5 Stunden nach Sonnenuntergang bis 1,5 Stunden vor Sonnenaufgang.
Als Faustregel gilt, dass das Büchsenlicht dann ausreichend ist, wenn man bei ausgestrecktem Arm noch den Schmutz unter den Fingernägeln sehen oder einen roten von einem grünen Faden unterscheiden kann.
Wegen der zunehmenden Notwendigkeit der Wildschadenverhütung, verursacht durch die Überpopulation der Wildschweine, werden in Jagdzeitschriften Mondhelligkeitskalender veröffentlicht, aus denen die Zeiten besten Büchsenlichtes der jeweiligen Mondphase abgelesen werden können.
Büchsenlicht eignet sich besonders, um dämmerungsaktive Tiere zu beobachten.

## Einzelnachweis
1. ↑  Bundesjagdgesetz § 19